# 阿克塔河
阿克塔河（維吾爾語：ئاق تاغ‎，Aktagh River，Ake Tahe），位于中华人民共和国新疆维吾尔自治区和田地区皮山县南部地区的一条河流，是叶尔羌河源流区右岸支流。上游称喀喇昆仑河（Karakoram River），发源于海拔5539米的中印边界喀喇昆仑山口，向北流约52千米后转向西北进入喀喇昆仑山与喀拉塔格山（Kara Tagh，属昆仑山脉）之间的河谷后，干流始称“阿克塔河”，西北流21千米后在喀什地区叶城县境内汇入叶尔羌河。河流全长73千米，流域面积3453平方千米，年均径流量约2.6亿立方米。阿克塔河发源地喀喇昆仑山口是新疆通往南亚地区的通道之一，附近的神仙湾哨所海拔5380米，是世界上海拔最高的驻军点。